# Ida Lundén
Ida Lundén, född 20 augusti 1971 i Göteborg, är en svensk tonsättare.
Lundén studerade komposition vid Kungliga Musikhögskolan i Stockholm 1998–2005 för bland andra Pär Lindgren. Hon har även studerat vid Gotlands tonsättarskola 1996–98 för bland andra  Per Mårtensson, Henrik Strindberg och Sven-David Sandström.
Ida Lundén har komponerat musik för olika former av elektronik och andra objekt, men även för mer traditionella ensembleformer (till exempel Sorgla för saxofonkvartett). Förutom att komponera framför hon musik i olika sammanhang, bland annat med grupperna Ludd, Saralunden, Syntjuntan och ∏ (tillsammans med Per Magnusson).
Hon undervisar i komposition vid EMS och är styrelseledamot i Fylkingen.
Musik av Ida Lundén har bland annat framförts i Sveriges Radio P2 och vid GAS-festivalen.
Ida Lundén är syster till performanceartisten Sara Lundén.

## Priser och utmärkelser
- Kungliga Musikhögskolans stipendium (2003)
- Artist in Residence, VICC, Visby (2006, 2007)
- Studiestipendium av Kungliga Musikaliska Akademien (2006)
- Stockholm Stads Kulturstipendium (2010)

## Verklista (urval)

### Kammarmusik
- 12345 för gitarr och recitation till text av Erik Bergqvist (2004)
- Bon Passé för 3 pianon
- Boom-Choff-Leuit för 3–4 förstärkta flöjter med 6–8 medspelare
- dadodado för gitarr (2003)
- Det brister en sträng för 4 elgitarrer (2012)
- Halusin för sopran, baryton, ackordeon, slagverk, violin och viola (2005)
- Himmelschlüsselblumen för gitarr och blockflöjt
- Hlp för flöjt och elektronik
- Hosszù eltav för sopran, trumpet och piano (2004)
- Klogolk för 3 blockflöjter och cembalo
- Lilla p för flöjt, violin, cello och piano
- Rrrp! för flöjt, violin, cello, piano och 3–10 medspelare (2007)
- Schfstr för 2 kontrabasar
- Skorrvor för gitarrkvartett och elektronik
- Sorgla för saxofonkvartett (2005)
- Traktorbiblioteket, svit för blåskvintett och slagverk
- Trubba för tuba och elektronik
- Vingring för violin och gitarr (2003)

### Soloverk
- Eligent Micro
- Han för elorgel och elektronik
- Klocka med micro
- Koka med micro
- Pumpa med micro för handdrivna vattenpumpar, vatten, plastbehållare och elektronik
- Verktum för piano (2012)

### Orkestermusik
- Re:Sieben
- Det klappandet för brassband (2011)
- Dínana-dánana för stråkorkester (2000)

### Körmusik
- Flora Mediterranea
- MU, en musikalisk happening för kör, klarinett, papegojor och ljudinstallationer
- Snart